# 安積町成田
安積町成田（あさかまち なりた）は、福島県郡山市の大字および町丁である。郵便番号は963-0112。

## 地理
郡山市南部の行政区である安積町に属する。北で安積町荒井、北東で安積町笹川（飛地）、東で安積町長久保、南東で安積町笹川、南で安積町吉田、安積町牛庭、西で三穂田町川田、北西で大槻町とそれぞれ隣接する。概ね市町村制施行以前の安積郡成田村の流れを汲む地域である。一級水系阿武隈川水系笹原川流域、南川放水路合流点より下流側を主な範囲とする。笹原川の南側になだらかな丘陵地が広がるほかは平地が占め水田が広がり、笹原川北側西部に旧来の中心集落が位置する。また平野部の一部では新たな住宅地が造成され、東部には木工工業団地が、北西部には県内有数の遊園地である郡山カルチャーパークが立地する。ほとんどは字を持つ大字であるが、西端部、福島県道47号郡山長沼線沿線の農地の一部は旧来の字が廃止された町丁であり、一丁目のみ設置されている。笹川二丁目に所在する郡山警察署笹川交番、および安積二丁目に所在する郡山消防署安積分署がそれぞれ管轄にあたる。

### 主な字
字
- 三耕地
- 西畑
- 西田
- 不動内
- 北ノ内
- 北ノ内前
- 成田

- 北前田
- 南前田
- 高田
- 三角原
- 白清水
- 梅田
- 島ノ後

- 飯米場
- 三渡
- 島河原
- 島ノ前
- 島
- 田中場
- 田向

- 念仏坦西
- 西前坂
- 前畑
- 車川原
- 漆山
- 兎田
- 兎田向

- 畑形
- 北山崎
- 西島坂
- 葉ノ木山
- 大谷地
- 小林
- 東丸山

字のつかない地区
- 一丁目

### 河川・湖沼
一級水系阿武隈川水系
- 笹原川
  - 南川放水路

## 歴史
- 1879年1月27日 -福島県内における郡区町村制の施行により、旧二本松藩領成田村が安積郡の村となる。
- 1889年4月1日 - 町村制の施行により成田村が川田村と合併し安積郡豊田村が発足する。旧村域は豊田村の大字となる。
- 1954年12月10日 - 永盛町との合併により安積町が発足し、安積町の大字となる。
- 1965年5月1日 - 安積町が郡山市、安積郡全町村および田村郡田村町と合併し新たな郡山市が設立され、郡山市の大字となる。

## 世帯数と人口
2024年1月1日現在の世帯数と人口は以下の通りである。
| 大字       | 世帯数  | 人口    |
| ---------- | ------- | ------- |
| 安積町成田 | 859世帯 | 2,561人 |

## 小・中学校の学区
市立小・中学校に通う場合、学区は以下の通りとなる。
| 番地                                                          | 小学校                 | 中学校                 |
| ------------------------------------------------------------- | ---------------------- | ---------------------- |
| 下記を除く全域                                                | 郡山市立安積第二小学校 | 郡山市立安積第二中学校 |
| 山崎、兎田向、畑形、北山崎、 葉ノ木山、塊切山、大谷地、御茶屋 | 郡山市立安積第三小学校 | 郡山市立安積第二中学校 |

## 交通

### 道路
- 国道4号あさか野バイパス - 東端をかすめる。
- 福島県道47号郡山長沼線（郡山南インター線）
- 福島県道143号仁井田郡山線
- 一級市道22号安積成田線
- 一級市道76号牛庭大槻線（コスモス通り） - 北西端をかすめる。

## 施設等
- 郡山地域気象観測所
- 郡山市立安積第二中学校
- 郡山カルチャーパーク
- なりた温泉
- バーデン温泉
- JA福島さくら農産物直売施設 あぐりあ
- 木材木工工業団地
- 徳成寺
- 諏訪神社
- 蚕養神社